# استاینز
latitudeاستاینزlongitudeاستاینز
استینز (به انگلیسی: Staines) شهری در منطقهٔ لندن کشور انگلستان است که این کشور خود بخشی از بریتانیا محسوب می‌شود. این شهر در سال ۱۹۹۱ میلادی ۵۱٫۱۶۷ نفر جمعیت داشته و در سرشماری سال ۲۰۰۱ جمعیت آن به ۵۰٫۵۳۸ نفر رسیده‌است. میزان رشد سالانهٔ جمعیت استینز ‎۰٫۰۶ درصد می‌باشد و جمعیت این شهر در سال ۲۰۱۲ به ۵۰٫۸۴۵ نفر تغییر یافت.